# Reinhold Messner
Reinhold Andreas Messner (phát âm tiếng Đức: [ˈʁaɪ̯nhɔlt ˈmɛsnɐ], sinh ngày 17 tháng 9 năm 1944) là một người leo núi người Ý, người phiêu lưu, thám hiểm, và tác giả từ tỉnh tự trị của Ý ở Nam Tyrol.
Ông đã thực hiện chuyến đi đầu tiên của Núi Everest mà không có dưỡng khí bổ sung, cùng với Peter Habeler và là người leo núi đầu tiên vượt lên tất cả mười bốn đỉnh núi trên 8.000 m trên mực nước biển. Ông cũng là người đầu tiên vượt qua Nam Cực và Greenland không có xe trượt tuyết cũng như xe kéo bằng chó. Hơn nữa, ông đã băng qua sa mạc Gobi một mình. Messner cũng xuất bản hơn 80 cuốn sách về kinh nghiệm của mình như là một nhà leo núi và nhà thám hiểm.

## Tiểu sử

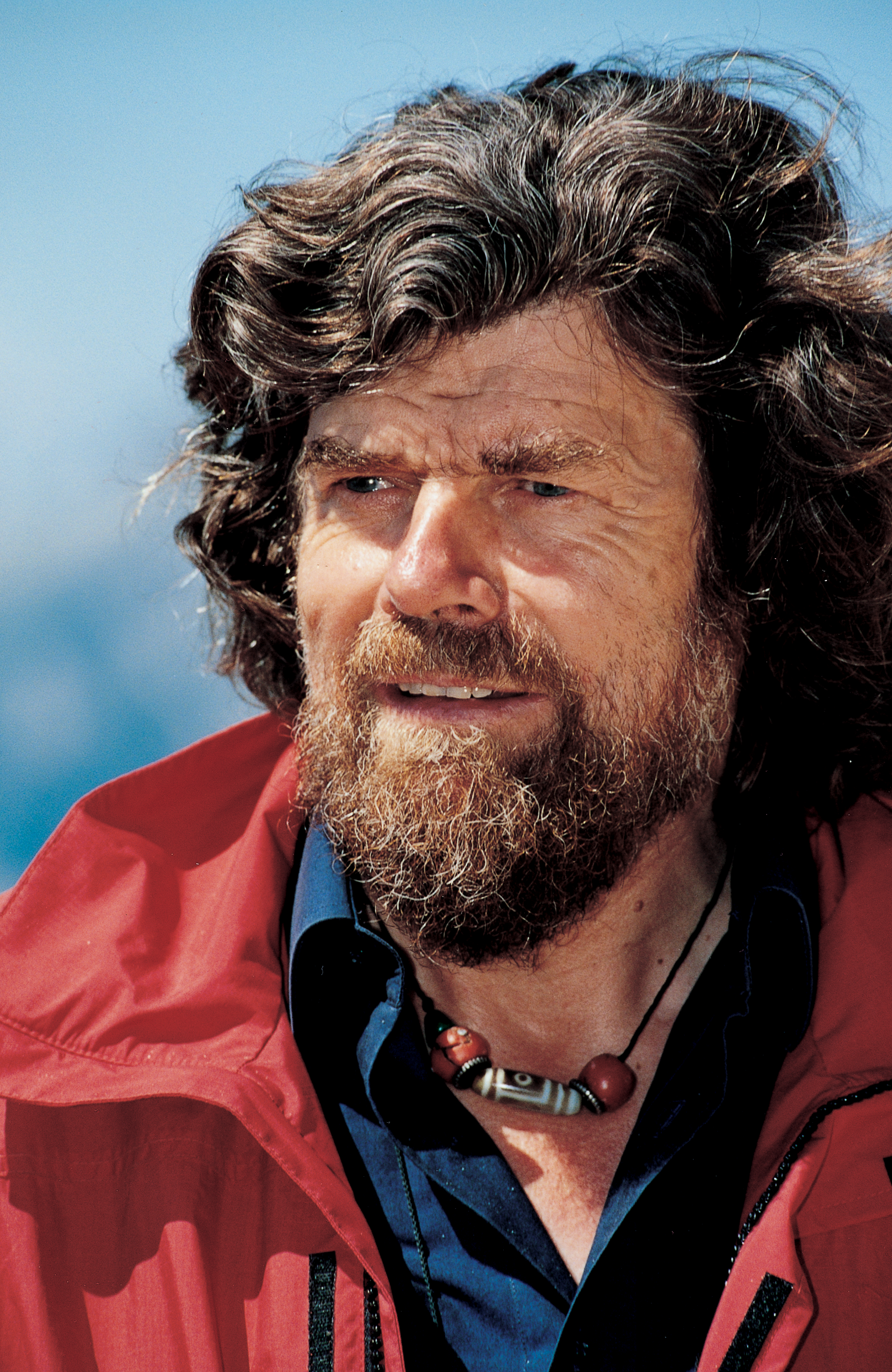
Reinhold Messner vào tháng 6 năm 2002

Sinh ra ở Brixen (Bressanone), Ý, Messner là một công dân Ý có tiếng mẹ đẻ là tiếng Đức. Anh thông thạo tiếng Ý và tiếng Anh Anh lớn lên tại Villnöß và trải qua những năm đầu tiên leo lên dãy núi Alps và yêu Dolomites. Cha ông, Josef Messner, là một giáo viên. Anh cũng rất nghiêm khắc và đôi khi rất nghiêm khắc với Reinhold. Josef đã dẫn dắt Reinhold tới hội nghị thượng đỉnh lần đầu tiên của ông ở tuổi lên năm. Reinhold có tám anh em và một chị gái; Sau đó ông leo lên cùng với anh trai Günther của mình và thực hiện các cuộc giao cắt Bắc Cực với anh trai Hubert.
Khi Reinhold 13 tuổi, anh bắt đầu leo cùng anh trai Günther, 11 tuổi. Khi Reinhold và Günther ở độ tuổi 20, họ là những nhà leo núi xuất sắc nhất Châu Âu.
Từ những năm 1960, Messner, lấy cảm hứng từ Hermann Buhl, là một trong những người ủng hộ nhiệt tình nhất cho phong cách leo núi ở dãy Himalaya, bao gồm leo núi với thiết bị rất nhẹ và tối thiểu là sự trợ giúp từ bên ngoài. Messner coi phong cách thám hiểm thông thường ("chiến thuật bao vây") không tôn trọng thiên nhiên và núi non.
Đợt leo núi lớn đầu tiên của Messner vào năm 1970, khuôn mặt Rupal không ngớt của Nanga Parbat, hóa ra là một thành công bi thảm. Cả ông và anh trai Günther của ông đều lên đến đỉnh điểm, nhưng Günther chết hai ngày sau khi hạ xuống mặt Diamir. Reinhold bị mất 7 ngón chân, đã trở nên tê cứng khi leo trèo và phải cắt cụt. Reinhold đã bị chỉ trích nặng nề vì kiên trì với việc leo trèo với Günther ít kinh nghiệm hơn. Bộ phim năm 2010 Nanga Parbat by Joseph Vilsmaier dựa trên ghi chép của ông về các sự kiện.
Trong khi Messner và Peter Habeler đã được ghi nhận để tăng nhanh ở dãy Alps của bức tường phía bắc Eiger, tuyến đường tiêu chuẩn (10 giờ) và Les Droites (8 tiếng), năm 1975 Gasherbrum I lần đầu tiên lên một tuyến đường mới đã mất ba ngày. Điều này đã không được nghe đến vào lúc đó.
Trong những năm 1970, Messner đã gây quỹ cho Mount Everest không có oxy bổ sung, nói rằng ông sẽ làm điều đó "bằng các phương tiện công bằng" hoặc không hề có. Năm 1978, ông leo đến đỉnh Everest với Habeler. Đây là lần đầu tiên có người leo đến đó mà không có oxy đóng chai và Messner và Habeler đã chứng minh được những gì bác sĩ, chuyên gia, và người leo núi nghĩ là không thể. Ông lặp đi lặp lại cuộc chạy đua, không có Habeler, từ phía Tây Tạng vào năm 1980, trong mùa mưa. Đây là đỉnh cao đầu tiên của Everest.

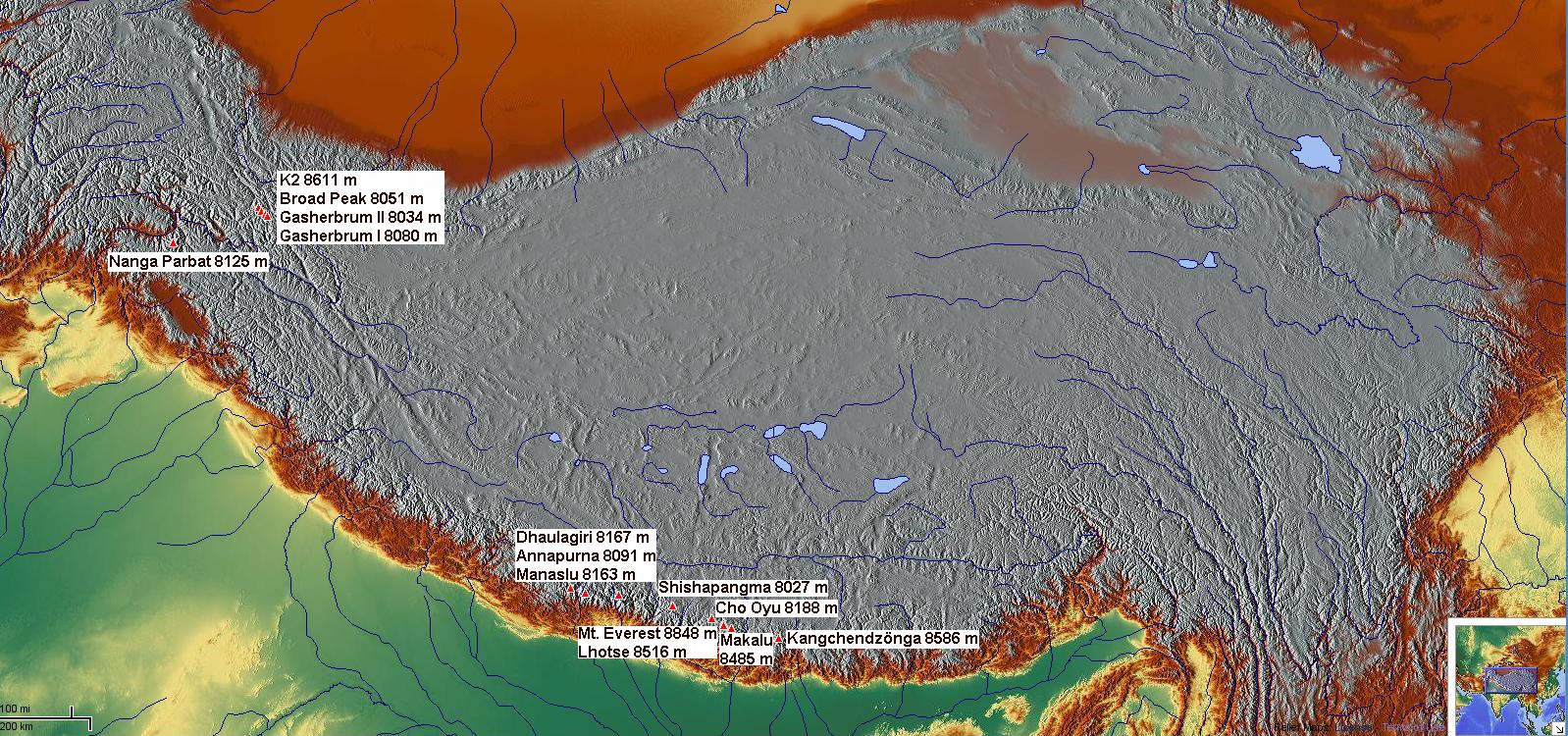
Vị trí của các đỉnh núi cao tám nghìn mét

Năm 1978, anh đã leo một mình lên mặt Diamr Nanga Parbat. Năm 1986, Messner trở thành người đầu tiên hoàn thành tất cả mười bốn tám ngàn (đỉnh cao hơn 8.000 mét trên mực nước biển). Messner đã vượt Nam Cực trên ván trượt tuyết, cùng với nhà thám hiểm Arved Fuchs. Ông đã viết hơn 60 cuốn sách về kinh nghiệm của ông, một phần tư trong số đó đã được dịch. Anh xuất hiện trong bộ phim năm 1984 có tựa The Dark Glow of the Mountains bởi Werner Herzog.
Messner ngày nay quản lý một doanh nghiệp đa dạng liên quan đến kỹ năng leo núi của mình. Từ năm 1999 đến năm 2004, ông giữ chức vụ chính trị với tư cách là thành viên của Nghị viện châu Âu cho Đảng Xanh Ý (Federazione dei Verdi). Ông cũng là một trong những người sáng lập ra Mountain Wilderness, một tổ chức phi chính phủ quốc tế chuyên về bảo vệ các ngọn núi trên toàn thế giới.
Năm 2004, ông đã hoàn thành cuộc thám hiểm 2.000 km (1.200 dặm) qua sa mạc Gobi. Bây giờ ông chủ yếu tập trung vào Bảo tàng núi Messner, trong đó ông là người sáng lập.